# Mordellistena mutabilis
Mordellistena mutabilis es una especie de coleóptero de la familia Mordellidae.

## Distribución geográfica
Habita en México y Guatemala.